# جزر الخطر
جزر الخطر هي مجموعة من الجزر الواقعة على بعد 13 ميل بحري (24 كـم) شرق-جنوب-شرق جزيرة جوانفيل  بالقرب من شبه الجزيرة القطبية الجنوبية. تم اكتشافها في 28 كانون الأول / ديسمبر 1842 من قبل البعثة البريطانية برئاسة جيمس كلارك روس الذي أطلق علايه الاسم لأنها تظهر بي أجزاء ثقيلة من الجليود بالكاد تلاحظ حتى تقترب الفنة منها.

## استيطان الطيور فيها
تعتبر المنظمة الدولية لحياة الطيور مجموعة جزر الخطر على أنها منطقة مهمة للطيور لأنها تحتضن مستعمرات بطريق آديلي والطيور البحرية. تم تسجيل 751,527 زوج من طيور البطريق في ما لا يقل عن خمسة مستعمرات، في آذار / مارس عام 2018 تم اكتشاف مستعمرة بها أكثر من 1.5 مليون بطريق. ووفقا لقائد حملة آذار / مارس 2018  فإن طيور البطريق مزدهرة هذه الجزر على عكس الجانب الغربي من شبه الجزيرة القطبية الجنوبية حيث ارتفعت درجات الحرارة.